# Sisyrinchium subalpinum
Sisyrinchium subalpinum là một loài thực vật có hoa trong họ Diên vĩ. Loài này được Henrich & Goldblatt miêu tả khoa học đầu tiên năm 1987 publ. 1988.